# Albrekt II av Meissen
Albrekt II "den vanartige", född 1240, död 13 november 1314 i Erfurt, son till Henrik den upplyste, som han efterträdde som markgreve av Meissen, 1288-1314.
Han skall hela sitt liv legat i strider med fader, maka, söner och broder. Av hat till sina söner i första giftet med Fredrik II:s dotter Margareta av Sicilien, sålde han Thüringen till den tyske kungen, men utan påföljd.
Barn:
- Fredrik den frejdige
- Diezmann